# Fuji Rock Festival
Il Fuji Rock Festival (フジロックフェスティバル?) è un festival musicale che si tiene ogni anno presso il comprensorio sciistico di Naeba, a Niigata, in Giappone. Organizzato da Smash Japan, si svolge nell'arco di tre giorni e annovera circa 200 tra musicisti giapponesi e internazionali, risultando il maggior evento musicale giapponese.
Prende il nome dal Fuji, ai cui piedi si tenne la prima edizione, nel 1997. Dal 1999 il festival ha luogo presso il comprensorio sciistico di Naeba.

## Cronistoria degli artisti
Da venerdì 27 a domenica 29 luglio 2018. Headliner del Green Stage sono N.E.R.D, Kendrick Lamar e Bob Dylan.
| Green Stage                                                                            |                                                                                               | |
| venerdì                                                                                | sabato                                                                                        | domenica |
| N.E.R.D Sakanaction Years & Years Route 17 Rock'n'Roll Orchestra Glim Spanky Mongol800 | Kendrick Lamar Skrillex Maximum the Hormone James Bay, Johnny Marr The Birthday Eastern Youth | Bob Dylan & His Band Vampire Weekend Jack Johnson Anderson .Paak & The Free Nationals Suchmos Kodō Special Guest: G&G Miller Orchestra |

| White Stage                                                                                            |                                                                   |                                                                                               |
| venerdì                                                                                                | sabato                                                            | domenica                                                                                      |
| Post Malone Odesza Elephant Kashimashi Albert Hammond Jr. Parquet Courts My Hair Is Bad go!go!vanillas | Brahman Fishbone Unicorn Ash Starcrawler Esne Beltza OLEDICKFOGGY | Chvrches Cero Misia Kali Uchis Kacey Musgraves Kenichi Asai & The Interchange Kills Fever 333 |

Altre band: Mac DeMarco, Tune-Yards, Jon Hopkins, Hanaregumi, MGMT, Princess Nokia, The Avalanches (DJ Set), Nathaniel Rateliff & the Night Sweats, Dirty Projectors, Hothouse Flowers, and Greensky Bluegrass.

### 2017
Da venerdì 28 a domenica 30 luglio 2017. Headliner del Green Stage sono Gorillaz, Aphex Twin e Björk.
| Green Stage                                                                           |                                                                        |                                                                                    |
| venerdì                                                                               | sabato                                                                 | domenica                                                                           |
| Gorillaz The xx Radwimps Route 17 Rock'n'Roll Orchestra Rag'n'Bone Man Group Tamashii | Aphex Twin Cornelius The Avalanches Cocco Jake Shimabukuro Sambomaster | Björk Lorde Yuki Jet Lukas Graham Ron Sexsmith Special Guest: G&G Miller Orchestra |

Altri artisti: Queens of the Stone Age, LCD Soundsystem, Major Lazer e altri.

### 2016
Da venerdì 22 luglio a domenica 24 luglio 2016. Headliner del Green Stage sono Sigur Rós, Beck e Red Hot Chili Peppers.
| Green Stage                                                                         |                                                                            | |
| venerdì                                                                             | sabato                                                                     | domenica |
| Sigur Rós James Blake Route 17 Rock'n'Roll Orchestra Jake Bugg Biffy Clyro Boredoms | Beck Wilco Travis Man with a Mission Tom Odell WANIMA G&G Miller Orchestra | Red Hot Chili Peppers Ben Harper and The Innocent Criminals Troye Sivan Ken Yokoyama Stereophonics 2Cellos Mark Ernestus' Ndagga Rhythm Force Special Guest: Denki Groove |

Altre band: Disclosure, Squarepusher, Battles e altre.

### 2015
Da venerdì 24 luglio a domenica 26 luglio 2015. Headliner del Green Stage sono Foo Fighters, Muse e Noel Gallagher's High Flying Birds.
| Green Stage                                                                             | | |
| venerdì                                                                                 | sabato | domenica                                                                                              |
| Foo Fighters Motörhead One Ok Rock Owl City The Vaccines Route 17 Rock'n'Roll Orchestra | Muse Deadmau5 Gen Hoshino Nate Ruess Hiromi Uehara The Trio Project featuring Anthony Jackson & Simon Philips 10-FEET | Noel Gallagher's High Flying Birds Ride Ringo Shiina Johnny Marr Catfish and the Bottlemen Alexandros |

Altre band: Royal Blood, Belle and Sebastian, FKA twigs e altre.

### 2014
Da venerdì 25 luglio a domenica 27 luglio 2014. Headliner del Green Stage sono Franz Ferdinand, Arcade Fire e Jack Johnson.
| Green Stage |                                                                                |                                                                                        |
| venerdì | sabato                                                                         | domenica                                                                               |
| Franz Ferdinand Denki Groove Foster the People Sano Motoharu & The Hobo King Band Hunter Hayes The Lumineers Route 17 Rock'n'Roll Orchestra | Arcade Fire Damon Albarn The Cro-Magnons Travis The Waterboys Ulfuls The Heavy | Jack Johnson The Flaming Lips The Roosters The Strypes John Butler Trio Begin Ozomatli |

Altre band: Basement Jaxx, Manic Street Preachers, Outkast e altre.

### 2013
Da venerdì 24 luglio a domenica 26 luglio 2015. Headliner del Green Stage sono Nine Inch Nails, Björk e The Cure.
| Green Stage                                                                                        |                                                                                 | |
| Friday                                                                                             | Saturday                                                                        | Sunday |
| Nine Inch Nails Brahman My Bloody Valentine Fun Kemuri C. J. Ramone Route 17 Rock'n'Roll Orchestra | Special Guest: Feed Me Björk Karl Hyde Foals Tamio Okuda Aimee Mann The Bawdies | The Cure Vampire Weekend Mumford & Sons Tokiko Katō & Theatre Brook Hanseiki Rock Wilko Johnson Yo La Tengo THE GOLDEN WET FINGERS |

Altre band: Skrillex, Jurassic 5, The xx e altre.

### 2012
Da venerdì 27 luglio a domenica 29 luglio 2012. Headliner del Green Stage sono The Stone Roses, Noel Gallagher's High Flying Birds e Radiohead.
| Green Stage                                                                                   | |                                                                       |
| venerdì                                                                                       | sabato | domenica                                                              |
| The Stone Roses Beady Eye Boom Boom Satellites The Birthday Owl City Ed Sheeran The Back Horn | Noel Gallagher's High Flying Birds The Specials Ray Davies & Band Toots and the Maytals Seun Kuti and the Egypt 80 Orchestra | Radiohead Elvis Costello and The Imposters Jack White Inoue Yosui Toe |

Altre band: James Blake, Justice, At the Drive-In, Ocean Colour Scene, The Kooks e altre.

### 2011
Da venerdì 29 luglio a domenica 31 luglio 2011. Headliner del Green Stage sono Coldplay, The Faces e Chemical Brothers. Chiudono il festival i The Music come ospiti speciali.
| Green Stage                                                                              |                                                                                           | |
| venerdì                                                                                  | sabato                                                                                    | domenica |
| Coldplay Arctic Monkeys Jimmy Eat World Manu Chao Kaiser Chiefs The Vaccines Dad Mom God | The Faces Tokyo Ska Paradise Orchestra Battles G. Love & Special Sauce Fountains of Wayne | Special Guest:The Music The Chemical Brothers Yellow Magic Orchestra Mogwai Feeder The Kills Glasvegas Your Song Is Good |

Altre band: Incubus, Asian Dub Foundation, Big Audio Dynamite e altre.

### 2010
Da venerdì 30 luglio a domenica 1º agosto 2010. Headliner del Green Stage sono Muse, Roxy Music e Massive Attack. Chiudono il festival gli Scissor Sisters come ospiti speciali.
| Green Stage                                                             |                                                                                                   | |
| venerdì                                                                 | sabato                                                                                            | domenica |
| Muse Them Crooked Vultures Ken Yokoyama Mutemath The Cribs Ash Superfly | Special Guest: Chris Cunningham Roxy Music John Fogerty Jamie Cullum Kula Shaker John Butler Trio | Special Guest: Scissor Sisters Massive Attack Atoms for Peace Boom Boom Satellites Vampire Weekend Donavan Frankenreiter Ocean Colour Scene Asian Kung-Fu Generation |

Altre band: Ian Brown, MGMT, Belle & Sebastian, Corinne Bailey Rae e altre.

### 2009

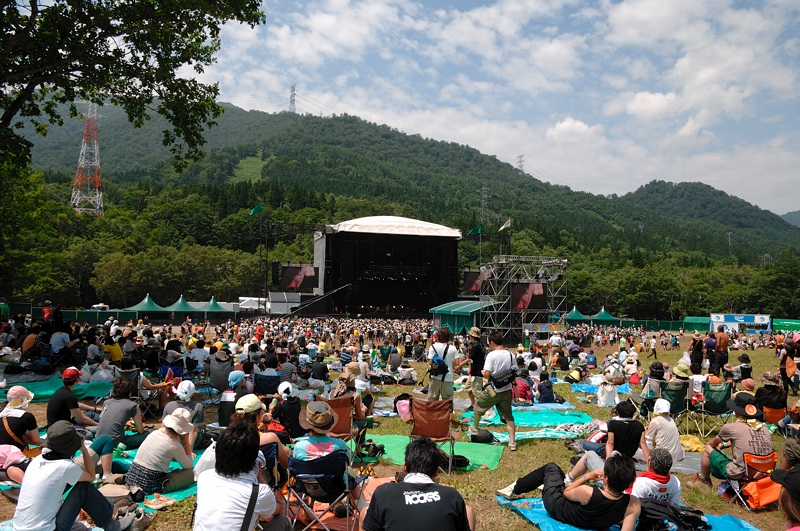
Green Stage

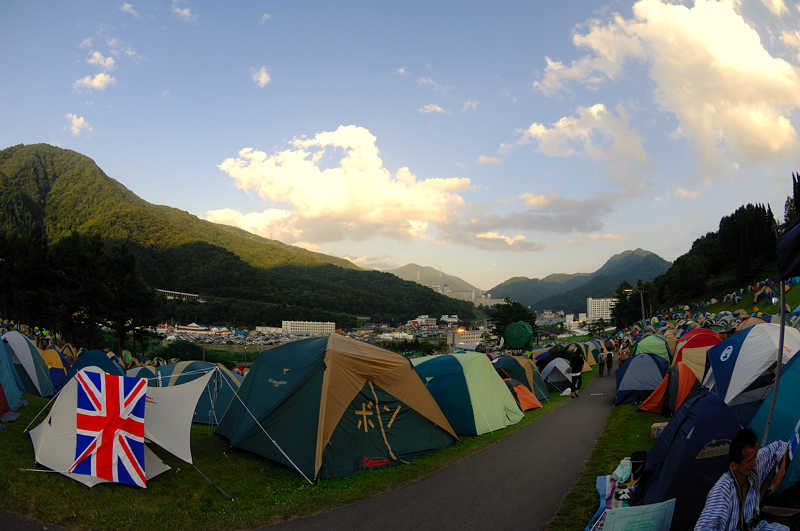
Camping nei pressi del Green Stage, Fuji Rock

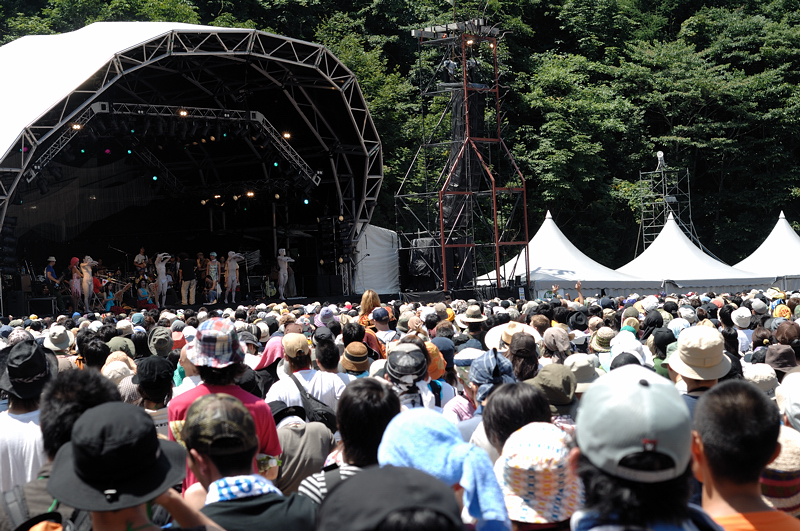
White Stage

Da venerdì 24 luglio a domenica 26 luglio 2009. Headliner del Green Stage sono Oasis, Franz Ferdinand e Weezer.
| Green Stage                                                                            | | |
| venerdì                                                                                | sabato | domenica |
| Oasis Paul Weller Patti Smith Lily Allen Doves White Lies Tokyo Ska Paradise Orchestra | Franz Ferdinand Kiyoshiro Imawano Special Message Orchestra Ben Harper and Relentless7 Jet UA Seun Kuti & Egypt 80 The Birthday | Basement Jaxx Weezer Fall Out Boy Brahman Jimmy Eat World Kenichi Asai Street Sweeper Social Club Cobra Starship |

Altre band: Röyksopp, Public Enemy e The Gaslight Anthem

### 2008
Adrian Sherwood, Asian Dub Foundation, Bettye LaVette, Bill Laswell presents Method of Defiance, Bloc Party, Bootsy Collins Tribute to the Godfather of Soul, The Breeders, The Courteeners, The Cribs, The Cro-Magnons, CSS, Dan le sac vs Scroobius Pip, The Death Set, Denki Groove, Doberman, Ellegarden, Erol Alkan, Feeder, Flower Travellin' Band, Foals, The Futureheads, The Go! Team, Gogol Bordello, Gossip, Grandmaster Flash, Hard-Fi, Hocus Pocus, Ian Brown, Jamie Lidell, Jason Mraz, Kasabian, Kate Nash, Lee Scratch Perry, Ling Tosite Sigure, My Bloody Valentine, Mystery Jets, Ozomatli, The Presidents of the United States of America, Primal Scream, Princess Superstar, Quruli, Richie Hawtin, Rodrigo y Gabriela, Ryukyudisko, Seasick Steve, Sparks, Stephen Malkmus and the Jicks, Travis, Tricky, Underworld, The Vines, The Whigs, White Lies, Yura Yura Teikoku, The Zutons, Uri Nakayama

### 2007
Ash, The Ataris, Battles, Beastie Boys, The Bird and the Bee, Blonde Redhead, !!!, Clap Your Hands Say Yeah, The Chemical Brothers, The Cure, Feist, Fountains of Wayne, Friction, G. Love & Special Sauce, Gov't Mule, Grace Potter and the Nocturnals, Groove Armada, Iggy Pop & The Stooges, Jarvis Cocker, The John Butler Trio, Jonathan Richman, Joss Stone, Juliette and the Licks, Justice, Kaiser Chiefs, Kemuri, Kings of Leon, Kula Shaker, Less Than Jake, Mika, Money Mark, Muse, Ocean Colour Scene, The Omar Rodriguez-Lopez Group, Peter Bjorn and John, Ratatat, The Shins, Toe, Simian Mobile Disco, Tokyo Ska Paradise Orchestra y Yo La Tengo.

### 2006
Red Hot Chili Peppers, The Strokes, Franz Ferdinand, Happy Mondays, Jet, The Raconteurs, Sonic Youth, Wolfmother, Snow Patrol, The Hives, Dirty Pretty Things, KT Tunstall, Jason Mraz, The Cooper Temple Clause, Madness, Mogwai, Scissor Sisters, Yeah Yeah Yeahs, Super Furry Animals, Gnarls Barkley, The Zutons, Flogging Molly, The String Cheese Incident, Donavon Frankenreiter, Tommy Guerrero, Roger Joseph Manning, Jr., The Cribs, Kula Shaker, 2manydjs, Junior Senior, Tristan Prettyman, Broken Social Scene, The Automatic, Killing Joke, Haruomi Hosono, Denki Groove, Asian Kung-Fu Generation

### 2005

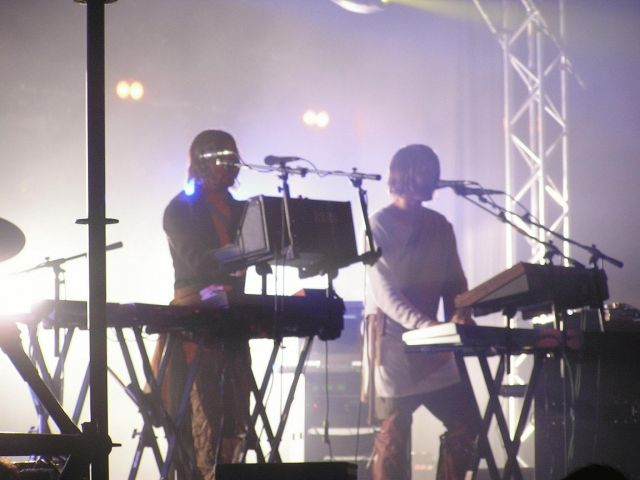
Röyksopp, Red Marquee, 2005
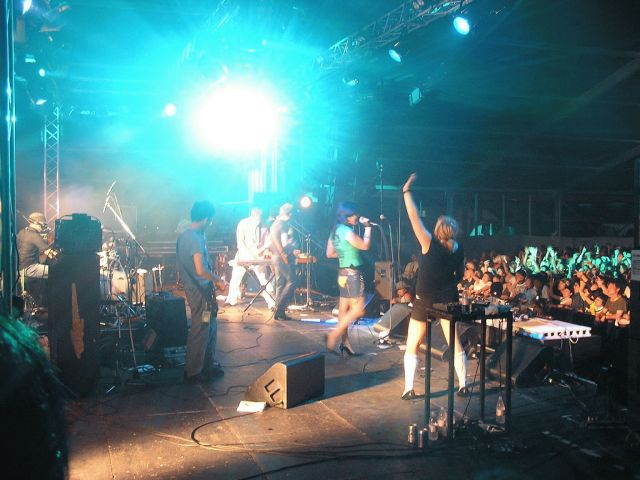
United State of Electronica, Red Marquee, 2005
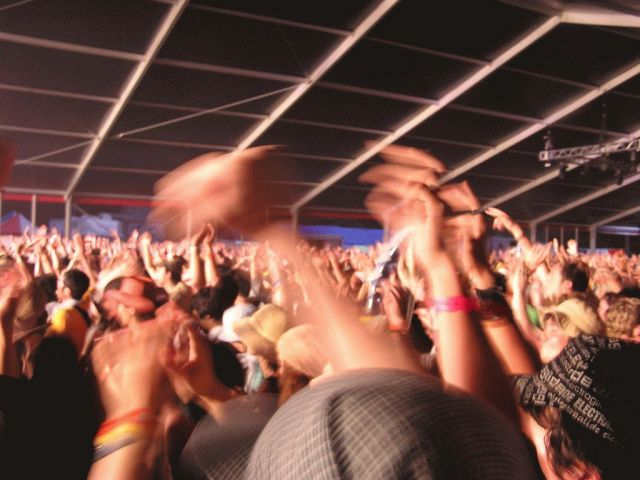
Dancing with Royksopp, Red Marquee, 2005

Foo Fighters, Coldplay, Fatboy Slim, Beck, New Order, Primal Scream, The Beach Boys, Asian Dub Foundation, Charlotte Hatherley, Kaiser Chiefs, The Music, Cake, The Pogues, Röyksopp, Mylo, Night Snipers, Simple Plan, The Longcut, Laurent Garnier, Prefuse 73, Moby, Lisa Loeb, The Beautiful Girls, Eddi Reader, Maxïmo Park, Los Lobos, Dinosaur Jr., Gang of Four, Juliette and the Licks, Mercury Rev, Bill Laswell, United State of Electronica, Ryan Adams and The Cardinals, My Morning Jacket, Sigur Rós, The Mars Volta, The Go! Team, Doves, The Coral, Soulive, The John Butler Trio, The Magic Numbers, Athlete

### 2004

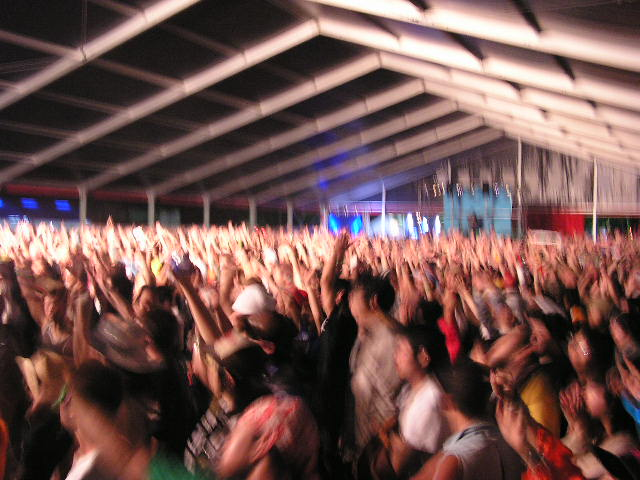
Dancing with Santos, Red Marquee, 2004

The Chemical Brothers, Franz Ferdinand, Jamie Cullum, Jet, Lou Reed, The Stills, The Streets, Ben Kweller, Santos, Sikth, Pixies, Courtney Love, The Killers, Dizzie Rascal, PJ Harvey, Primus, The White Stripes, Haven, Basement Jaxx, The Blind Boys of Alabama, The X-Ecutioners, Ozomatli, The Zutons, Snow Patrol, Jimmy Eat World, Yeah Yeah Yeahs, Jack Johnson, Donavon Frankenreiter, Belle & Sebastian, The Charlatans, Cosmic Rough Riders, Graham Coxon, !!!, Keller Williams, múm, Simple Kid, Ash, Keane, moe., The Libertines, Asian Kung-Fu Generation, Hifana e altri.

### 2003

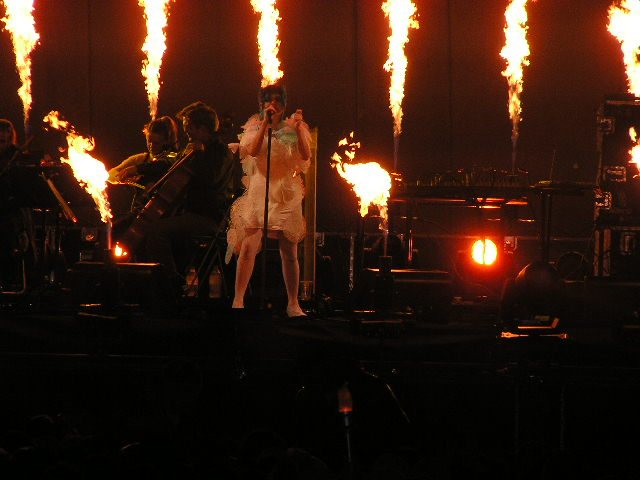
Björk sul main stage del Fuji 2003

Asian Dub Foundation - Anthrax - Björk - Coldplay - El Gran Silencio - Elvis Costello - Evanescence - Iggy Pop - Massive Attack - Mogwai - Primal Scream - Underworld - Yo La Tengo - Macy Gray - The Music - The Libertines - Sugar Ray - Ben Harper - Sly and Robbie with Michael Rose - Danko Jones - Death in Vegas - Prefuse 73 - G. Love & Special Sauce - Dirty Dozen Brass Band - Steve Winwood - John Mayall & the Bluesbreakers - Vincent Gallo - The Orb - Lemon Jelly - The Jeevas e altri.

### 2002
The Chemical Brothers - Ian Brown - Pet Shop Boys - The Prodigy - Red Hot Chili Peppers - Sonic Youth - Muse - The Music - Midtown - The Get Up Kids - Cornelius - The Cooper Temple Clause - Jane's Addiction - Alec Empire - The Jeevas - George Clinton - The Skatalites - Manu Chao - Black Rebel Motorcycle Club - Television - Patti Smith - The White Stripes - Trik Turner - The Cinematic Orchestra - DJ Shadow - X-Press 2 - Queens of the Stone Age - Spiritualized - The String Cheese Incident - Doves - Supercar e altri.

### 2001
Da venerdì 27 luglio a domenica 29 luglio 2001. Headliner del Green Stage sono Oasis, Neil Young & Crazy Horse ed Eminem.
| Green Stage                                                                              | |                                                                                     |
| venerdì                                                                                  | sabato | domenica                                                                            |
| Oasis Manic Street Preachers Travis Asian Dub Foundation Sherbet Dropkick Murphys Kemuri | Neil Young & Crazy Horse Alanis Morissette Stereophonics Patti Smith Hothouse Flowers Juno Reactor Number Girl | Eminem Tool System of a Down Alec Empire Xzibit Dry & Heavy Brahman Fermin Muguruza |

Altre band: New Order – Squarepusher – Boredoms – The Cooper Temple Clause – Feeder – Stereo MCs – Echo & the Bunnymen – Brian Eno – Coldcut – Mos Def – Unkle – Mogwai – Tegan and Sara e altre.

### 2000
Asian Dub Foundation - Blankey Jet City - The Chemical Brothers - Ian Brown - Primal Scream - MDFMK - Yo La Tengo - Foo Fighters - Elliott Smith - Placebo - The Killer Barbies - Fishbone - Johnny Marr - Sonic Youth - Ozomatli - Rammstein - Run-D.M.C. - Mogwai - Super Furry Animals - Moby - Stereolab - Leftfield - Gomez - G. Love & Special Sauce - Elastica e altri.

### 1999
Todos Tus Muertos - Rage Against the Machine - ZZ Top - Blur - Underworld - Phish - The Black Crowes - The Jon Spencer Blues Explosion - The Chemical Brothers - Limp Bizkit - Ray Davies - Ash - Ocean Colour Scene - Joe Strummer and the Mescaleros - Femi Kuti - Tricky - Happy Mondays - Lee "Scratch" Perry - Mishka - Fountains of Wayne e altri.

### 1998
Björk - Asian Dub Foundation - Beck - Ian Brown - Iggy Pop - Primal Scream - The Brian Jonestown Massacre - The Prodigy - Ben Folds Five - Korn - Garbage - Elvis Costello - Blankey Jet City - Thee Michelle Gun Elephant - Sonic Youth - Goldie - Tomoyasu Hotei - Shonen Knife e altri.

### 1997
Beck - Green Day - Foo Fighters - The Prodigy - Rage Against the Machine - Red Hot Chili Peppers - Southern Culture on the Skids - The High-Lows - The Yellow Monkey - Summercamp e altri.